# Ven a cenar conmigo: Gourmet edition
Ven a cenar conmigo: Gourmet edition fue un concurso de televisión, emitido en Cuatro o Telecinco entre el 20 de febrero de 2018 y el 25 de agosto de 2021. Se trataba de la versión con famosos del formato Ven a cenar conmigo, basado en el programa británico Come dine with me, en el que se mezclaba la cocina con telerrealidad.
En este espacio, cuatro (o cinco) personas conocidas del mundo de la televisión concursaban por ver quién era el mejor anfitrión durante una cena, con el objetivo de llevarse un premio de 3.000 euros.

## Formato
En el formato, cuatro o cinco personas conocidas del panorama español concursan por ver quién es el mejor anfitrión durante toda una semana, aunque la emisión dura aproximadamente un mes, con el objetivo de llevarse un premio de 3.000 euros.
Cuatro o cinco famosos compiten por ver quien es el mejor anfitrión a la hora de organizar una cena, con el objetivo de llevarse un premio de 3.000 euros. El anfitrión de la noche debe elaborar desde su propia casa una cena para sus invitados, que actuarán también como "jueces" y rivales. Existen dos partes del programa: por un lado, la proceso de elaboración de los platos para la cena por parte del anfitrión, en los que también se muestra los ingredientes y receta, y por otro la propia cena, donde se mostrarán cómo son los invitados.
Una vez concluye la cena, los cuatro invitados evalúan al anfitrión de esa tarde, otorgando puntuaciones que van del cero (la más baja) al diez (la más alta). La puntuación de la suma de los diferentes votos es el resultado de cada participante. Sin embargo, hasta la séptima edición, al final de la temporada, cada concursante podía modificar la puntuación que otorgó a uno de sus rivales, lo que podía provocar cambios en la clasificación definitiva. Desde la octava, al principio se reparten unos sobres con una serie de poderes que podrán utilizar a lo largo o al final del concurso, como sumar dos puntos como máximo a un rival, restar dos puntos como máximo a un contrincante, conocer las puntuaciones recibidas de forma anónima, recibir los votos a la cara o que uno de los participantes vote al anfitrión también a la cara.

## Ven a cenar conmigo: Gourmet edition
| Episodios | Fechas                  | Cadena    | Concursantes          | Concursantes         | Concursantes            | Concursantes       | Concursantes    |
| --------- | ----------------------- | --------- | --------------------- | -------------------- | ----------------------- | ------------------ | --------------- |
| 1-4       | 20/02/2018 - 13/03/2018 | Cuatro    | Lucía Etxebarria      | Rappel               | Víctor Janeiro          | Ana Obregón        |                 |
| 5–8       | 02/05/2018 - 23/05/2018 | Cuatro    | Fortu                 | Óscar Martínez       | Alba Carrillo           | Antonia Dell'Atte  |                 |
| 9–12      | 19/06/2018 - 10/07/2018 | Cuatro    | Elena Tablada         | Toñi Salazar         | Julio Iglesias, Jr.     | Kiko Rivera        |                 |
| 13–17     | 04/09/2018 - 01/10/2018 | Cuatro    | Ivonne Reyes          | Miguel Temprano      | Ismael Beiro            | Mar Segura         | Nagore Robles   |
| 18-22     | 08/10/2018 - 05/11/2018 | Cuatro    | Olvido Hormigos       | Olfo Bosé            | Rafi Camino             | Sofía Cristo       | Raquel Revuelta |
| 23-26     | 04/12/2018 - 25/12/2018 | Cuatro    | Bárbara Rey           | Gloria Camila Ortega | Falete                  | Colate             |                 |
| 27-30     | 14/06/2019 - 05/07/2019 | Cuatro    | Miriam Saavedra       | Carmen Lomana        | Pocholo Martínez-Bordiu | Canales Rivera     |                 |
| 31-34     | 16/07/2019 - 06/08/2019 | Telecinco | Rosa Benito           | Irma Soriano         | Loles León              | Belinda Washington |                 |
| 35-39     | 13/08/2019 - 10/09/2019 | Telecinco | Raquel Mosquera       | Rosa López           | Francisco               | Aless Gibaja       | Laura Matamoros |
| 40-43     | 15/11/2019 - 06/12/2019 | Cuatro    | Lucía Bosé            | Pablo Carbonell      | Antonio David Flores    | Cósima Ramírez     |                 |
| 44-47     | 18/12/2019 - 02/01/2020 | Cuatro    | Enrique San Francisco | Suso Álvarez         | María José Cantudo      | Topacio Fresh      |                 |
| 48-51     | 11/03/2020 - 01/04/2020 | Telecinco | Víctor Sandoval       | Bibiana Fernández    | El Dioni                | Carmen Borrego     |                 |
| 52-55     | 10/09/2020 - 16/09/2020 | Telecinco | Irene Rosales         | Miguel Frigenti      | Amador Mohedano         | Fani Carbajo       |                 |
| 56-59     | 12/01/2021 - 02/02/2021 | Telecinco | José Antonio Avilés   | María Jesús Ruiz     | Jorge Sanz              | Ana María Aldón    |                 |
| 60-63     | 04/08/2021 - 25/08/2021 | Telecinco | Gianmarco Onestini    | Terelu Campos        | Yurena                  | Sofía Suescun      |                 |

## Ven a cenar conmigo: Summer edition
| Episodios | Fechas                  | Localización  | Canal  | Concursantes  | Concursantes | Concursantes    | Concursantes   | Concursantes   |
| --------- | ----------------------- | ------------- | ------ | ------------- | ------------ | --------------- | -------------- | -------------- |
| 1–5       | 16/07/2018 - 20/07/2018 | Madrid        | Cuatro | Rafael Amargo | Mónica Hoyos | Alonso Caparrós | Oriana Marzoli | Carmen Alcayde |
| 6–10      | 23/07/2018 - 27/07/2018 | Costa del Sol | Cuatro | Ángel Garó    | Melody       | Olivia Valère   | Raquel Bollo   | Agustín Bravo  |

## Audiencias (Gourmet Edition)

### Temporada 1 (2018)
| Programas emitidos | Programas emitidos | Programas emitidos | Programas emitidos |
| N.º                | Fecha de emisión   | Anfitrión          | Audiencia          |
| ------------------ | ------------------ | ------------------ | ------------------ |
| 1                  | 20/02/2018         | Lucía Etxebarria   | 1 255 000 (7,6%)   |
| 2                  | 27/02/2018         | Rappel             | 1 477 000 (8,5%)   |
| 3                  | 06/03/2018         | Víctor Janeiro     | 1 439 000 (8,9%)   |
| 4                  | 13/03/2018         | Ana Obregón        | 1 611 000 (9,9%)   |

### Temporada 2 (2018)
| Programas emitidos | Programas emitidos | Programas emitidos | Programas emitidos |
| N.º                | Fecha de emisión   | Anfitrión          | Audiencia          |
| ------------------ | ------------------ | ------------------ | ------------------ |
| 1                  | 02/05/2018         | Fortu Sánchez      | 1 177 000 (7,6%)   |
| 2                  | 09/05/2018         | Óscar Martínez     | 924 000 (6,0%)     |
| 3                  | 16/05/2018         | Alba Carrillo      | 1 094 000 (7,1%)   |
| 4                  | 23/05/2018         | Antonia Dell'Atte  | 726 000 (4,5%)     |

### Temporada 3 (2018)
| Programas emitidos | Programas emitidos | Programas emitidos  | Programas emitidos |
| N.º                | Fecha de emisión   | Anfitrión           | Audiencia          |
| ------------------ | ------------------ | ------------------- | ------------------ |
| 1                  | 19/06/2018         | Elena Tablada       | 1 327 000 (8,6%)   |
| 2                  | 26/06/2018         | Toñi Salazar        | 1 188 000 (8,1%)   |
| 3                  | 03/07/2018         | Julio Iglesias, Jr. | 1 415 000 (10,0%)  |
| 4                  | 10/07/2018         | Kiko Rivera         | 1 358 000 (10,5%)  |

### Temporada 4 (2018)
| Programas emitidos | Programas emitidos | Programas emitidos | Programas emitidos |
| N.º                | Fecha de emisión   | Anfitrión          | Audiencia          |
| ------------------ | ------------------ | ------------------ | ------------------ |
| 1                  | 04/09/2018         | Ivonne Reyes       | 1 334 000 (9,3%)   |
| 2                  | 11/09/2018         | Miguel Temprano    | 1 170 000 (7,5%)   |
| 3                  | 17/09/2018         | Ismael Beiro       | 969 000 (6,5%)     |
| 4                  | 24/09/2018         | Mar Segura         | 804 000 (5,3%)     |
| 5                  | 01/10/2018         | Nagore Robles      | 1 000 000 (6,5%)   |

### Temporada 5 (2018)
| Programas emitidos | Programas emitidos | Programas emitidos | Programas emitidos |
| N.º                | Fecha de emisión   | Anfitrión          | Audiencia          |
| ------------------ | ------------------ | ------------------ | ------------------ |
| 1                  | 08/10/2018         | Olvido Hormigos    | 861 000 (5,7%)     |
| 2                  | 15/10/2018         | Olfo Bosé          | 993 000 (5,9%)     |
| 3                  | 22/09/2018         | Rafi Camino        | 828 000 (5,4%)     |
| 4                  | 29/09/2018         | Sofía Cristo       | 926 000 (6,3%)     |
| 5                  | 05/11/2018         | Raquel Revuelta    | 906 000 (5,5%)     |

### Temporada 6 (2018)
| Programas emitidos | Programas emitidos | Programas emitidos    | Programas emitidos |
| N.º                | Fecha de emisión   | Anfitrión             | Audiencia          |
| ------------------ | ------------------ | --------------------- | ------------------ |
| 1                  | 04/12/2018         | Bárbara Rey           | 1 170 000 (8,3%)   |
| 2                  | 11/12/2018         | Gloria Camila Ortega  | 1 085 000 (7,1%)   |
| 3                  | 18/12/2018         | Falete                | 1 556 000 (10,9%)  |
| 4                  | 25/12/2018         | Colate Vallejo-Nágera | 921 000 (6,0%)     |

### Temporada 7 (2019)
| Programas emitidos | Programas emitidos | Programas emitidos          | Programas emitidos |
| N.º                | Fecha de emisión   | Anfitrión                   | Audiencia          |
| ------------------ | ------------------ | --------------------------- | ------------------ |
| 1                  | 14/06/2019         | Miriam Saavedra             | 935 000 (6,7%)     |
| 2                  | 21/06/2019         | Carmen Lomana               | 545 000 (4,7%)     |
| 3                  | 28/06/2019         | Pocholo Martínez-Bordiú     | 708 000 (6,0%)     |
| 4                  | 05/07/2019         | José Antonio Canales Rivera | 759 000 (6,6%)     |

### Temporada 8 (2019)
| Programas emitidos | Programas emitidos | Programas emitidos | Programas emitidos |
| N.º                | Fecha de emisión   | Anfitrión          | Audiencia          |
| ------------------ | ------------------ | ------------------ | ------------------ |
| 1                  | 16/07/2019         | Rosa Benito        | 2 062 000 (17,2%)  |
| 2                  | 23/07/2019         | Irma Soriano       | 1 768 000 (15,0%)  |
| 3                  | 30/07/2019         | Loles León         | 1 749 000 (14,4%)  |
| 4                  | 06/08/2019         | Belinda Washington | 1 667 000 (14,7%)  |

### Temporada 9 (2019)
| Programas emitidos | Programas emitidos | Programas emitidos | Programas emitidos |
| N.º                | Fecha de emisión   | Anfitrión          | Audiencia          |
| ------------------ | ------------------ | ------------------ | ------------------ |
| 1                  | 13/08/2019         | Raquel Mosquera    | 1 407 000 (13,0%)  |
| 2                  | 20/08/2019         | Rosa López         | 1 589 000 (13,9%)  |
| 3                  | 27/08/2019         | Francisco          | 1 330 000 (11,7%)  |
| 4                  | 03/09/2019         | Aless Gibaja       | 1 815 000 (14,4%)  |
| 5                  | 10/09/2019         | Laura Matamoros    | 1 937 000 (15,3%)  |

### Temporada 10 (2019)
| Programas emitidos | Programas emitidos | Programas emitidos   | Programas emitidos |
| N.º                | Fecha de emisión   | Anfitrión            | Audiencia          |
| ------------------ | ------------------ | -------------------- | ------------------ |
| 1                  | 15/11/2019         | Lucía Bosé           | 815 000 (5,7%)     |
| 2                  | 22/11/2019         | Pablo Carbonell      | 625 000 (4,1%)     |
| 3                  | 29/11/2019         | Antonio David Flores | 770 000 (5,6%)     |
| 4                  | 06/12/2019         | Cósima Ramírez       | 707 000 (5,2%)     |

### Temporada 11 (2019-2020)
| Programas emitidos | Programas emitidos | Programas emitidos    | Programas emitidos |
| N.º                | Fecha de emisión   | Anfitrión             | Audiencia          |
| ------------------ | ------------------ | --------------------- | ------------------ |
| 1                  | 18/12/2019         | Enrique San Francisco | 1 109 000 (8,2%)   |
| 2                  | 20/12/2019         | Suso Álvarez          | 752 000 (5,3%)     |
| 3                  | 27/12/2019         | María José Cantudo    | 788 000 (5,8%)     |
| 4                  | 02/01/2020         | Topacio Fresh         | 734 000 (5,1%)     |

### Temporada 12 (2020)
| Programas emitidos | Programas emitidos | Programas emitidos | Programas emitidos |
| N.º                | Fecha de emisión   | Anfitrión          | Audiencia          |
| ------------------ | ------------------ | ------------------ | ------------------ |
| 1                  | 11/03/2020         | Víctor Sandoval    | 1 511 000 (12,1%)  |
| 2                  | 18/03/2020         | Bibiana Fernández  | 1 877 000 (12,2%)  |
| 3                  | 25/03/2020         | El Dioni           | 1 908 000 (12,3%)  |
| 4                  | 01/04/2020         | Carmen Borrego     | 2 168 000 (13,6%)  |

### Temporada 13 (2020)
| Programas emitidos | Programas emitidos | Programas emitidos | Programas emitidos |
| N.º                | Fecha de emisión   | Anfitrión          | Audiencia          |
| ------------------ | ------------------ | ------------------ | ------------------ |
| 1                  | 10/09/2020         | Irene Rosales      | 1 490 000 (10,5%)  |
| 2                  | 10/09/2020         | Miguel Frigenti    | 1 327 000 (15,3%)  |
| 3                  | 16/09/2020         | Amador Mohedano    | 1 234 000 (10,4%)  |
| 4                  | 16/09/2020         | Fani Carbajo       | 1 234 000 (10,4%)  |

### Temporada 14 (2021)
| Programas emitidos | Programas emitidos | Programas emitidos  | Programas emitidos |
| N.º                | Fecha de emisión   | Anfitrión           | Audiencia          |
| ------------------ | ------------------ | ------------------- | ------------------ |
| 1                  | 12/01/2021         | José Antonio Avilés | 1 153 000 (8,4%)   |
| 2                  | 19/01/2021         | María Jesús Ruiz    | 943 000 (7,9%)     |
| 3                  | 26/01/2021         | Jorge Sanz          | 1 006 000 (9,1%)   |
| 4                  | 02/02/2021         | Ana María Aldón     | 1 213 000 (11,4%)  |

### Temporada 15 (2021)
| Programas emitidos | Programas emitidos | Programas emitidos | Programas emitidos |
| N.º                | Fecha de emisión   | Anfitrión          | Audiencia          |
| ------------------ | ------------------ | ------------------ | ------------------ |
| 1                  | 04/08/2021         | Gianmarco Onestini | 1 078 000 (11,3%)  |
| 2                  | 11/08/2021         | Terelu Campos      | 1 061 000 (11,8%)  |
| 3                  | 18/08/2021         | Yurena             | 1 112 000 (11,9%)  |
| 4                  | 25/08/2021         | Sofía Suescun      | 1 006 000 (10,7%)  |

## Audiencias (Summer Edition)

### Temporada 1 (2018)
| Programas emitidos | Programas emitidos | Programas emitidos | Programas emitidos |
| N.º                | Anfitrión(a)       | Fecha de emisión   | Audiencia          |
| ------------------ | ------------------ | ------------------ | ------------------ |
| 1                  | «Rafael Amargo»    | 16/07/2018         | 449 000 (4,8%)     |
| 2                  | «Mónica Hoyos»     | 17/07/2018         | 547 000 (5,8%)     |
| 3                  | «Alonso Caparrós»  | 18/07/2018         | 498 000 (5,3%)     |
| 4                  | «Oriana Marzoli»   | 19/07/2018         | 526 000 (5,7%)     |
| 5                  | «Carmen Alcayde»   | 20/07/2018         | 443 000 (5,0%)     |

### Temporada 2 (2018)
| Programas emitidos | Programas emitidos | Programas emitidos | Programas emitidos |
| N.º                | Anfitrión          | Fecha de emisión   | Audiencia          |
| ------------------ | ------------------ | ------------------ | ------------------ |
| 6                  | «Angel Garó»       | 23/07/2018         | 550 000 (5,7%)     |
| 7                  | «Melody»           | 24/07/2018         | 558 000 (5,9%)     |
| 8                  | «Olivia Valère»    | 25/07/2018         | 525 000 (5,9%)     |
| 9                  | «Raquel Bollo»     | 26/07/2018         | 680 000 (7,2%)     |
| 10                 | «Agustín Bravo»    | 27/07/2018         | 517 000 (6,3%)     |

## Audiencia media
| Temporada                                                      | Fecha     | Programas | Cadena    | Espectadores      |
| -------------------------------------------------------------- | --------- | --------- | --------- | ----------------- |
| Ven a cenar conmigo: Gourmet Edition (Primera temporada)       | 2018      | 4         | Cuatro    | 1 446 000 (8,7%)  |
| Ven a cenar conmigo: Gourmet edition (Segunda temporada)       | 2018      | 4         | Cuatro    | 1 005 000 (6,6%)  |
| Ven a cenar conmigo: Gourmet edition (Tercera temporada)       | 2018      | 4         | Cuatro    | 1 322 000 (9,3%)  |
| Ven a cenar conmigo: Gourmet edition (Cuarta temporada)        | 2018      | 5         | Cuatro    | 1 055 000 (7,0%)  |
| Ven a cenar conmigo: Gourmet edition (Quinta temporada)        | 2018      | 5         | Cuatro    | 903 000 (5,8%)    |
| Ven a cenar conmigo: Gourmet edition (Sexta temporada)         | 2018      | 4         | Cuatro    | 1 183 000 (8,1%)  |
| Ven a cenar conmigo: Gourmet edition (Séptima temporada)       | 2019      | 4         | Cuatro    | 737 000 (6,0%)    |
| Ven a cenar conmigo: Gourmet edition (Octava temporada)        | 2019      | 4         | Telecinco | 1 812 000 (15,3%) |
| Ven a cenar conmigo: Gourmet edition (Novena temporada)        | 2019      | 5         | Telecinco | 1 615 000 (13,7%) |
| Ven a cenar conmigo: Gourmet edition (Décima temporada)        | 2019      | 4         | Cuatro    | 729 000 (5,2%)    |
| Ven a cenar conmigo: Gourmet edition (Undécima temporada)      | 2019-2020 | 4         | Cuatro    | 846 000 (6,1%)    |
| Ven a cenar conmigo: Gourmet edition (Duodécima temporada)     | 2020      | 4         | Telecinco | 1 866 000 (12,6%) |
| Ven a cenar conmigo: Gourmet edition (Decimotercera temporada) | 2020      | 4         | Telecinco | 1 350 000 (12,1%) |
| Ven a cenar conmigo: Gourmet edition (Decimocuarta temporada)  | 2021      | 4         | Telecinco | 1 079 000 (9,2%)  |
| Ven a cenar conmigo: Gourmet edition (Decimoquinta temporada)  | 2021      | 4         | Telecinco | 1 064 000 (11,4%) |

## Formatos internacionales
El formato original del programa es el británico Come dine with me, que emite la cadena británica Channel 4 desde el año 2005 y que está producido por Granada Productions. Este se ha vendido internacionalmente y ha contado con varias versiones, entre ellas la alemana (Das perfekte Dinner), producidas por la misma productora. También hay versiones del formato llevadas a cargo por otras productoras como la versión francesa (Un diner presque parfait) o el caso español, llevado en su primera etapa por la productora Zeppelin TV (perteneciente a Endemol) y en la segunda, por Warner Bros ITVP.